# Beatrice (Nebraska)
Beatrice [biˈætɹɪs] ist eine Stadt und der County Seat des Gage County im US-Bundesstaat Nebraska.

## Lage
Beatrice liegt im Gage County im Süden Nebraskas an der Kreuzung des U.S. Highway 77 und des U.S. Highway 136. Es liegt rund 65 Kilometer von Lincoln, der Hauptstadt Nebraskas, entfernt.

## Geschichte
Beatrice wurde am 4. Juli 1857 von Pionieren gegründet, die auf einem Dampfer den Missouri River aufwärtsfuhren, um neues Land in Nebraska zu erschließen. Namensgeberin war Julia Beatrice Kinney, die älteste Tochter des ersten Präsidenten der Nebraska Association, Richter John Fitch Kinney. Die Burlington and Missouri River Railroad erreichte den Ort im Jahr 1871. In den Jahren 1874 bis 1876 wurde Beatrice Opfer einer Heuschreckenplage. Das Wachstum des Ortes verlangsamte sich zwar dadurch etwas, aber in den 1880er Jahren war Beatrice so weit entwickelt, dass Züge in alle Richtungen fuhren. In den Jahren 1870 bis 1890 waren die Deutschen die größte Einwanderergruppe. 1894 gründeten George Everett Haskell und William W. Bosworth die Firma Beatrice Creamery Company. 1888 ließ Senator Algernon Sidney Paddock ein Hotel und ein Opernhaus bauen, die jedoch 1919 bei einem Feuer zerstört wurden. Das Hotel wurde neu gebaut, 1924 wiedereröffnet und ist heute ein Altenheim. Es ist im National Register of Historic Places gelistet. Die erste Bibliothek der Stadt, die Carnegie  Library, gab es in Beatrice 1904. Das Gebäude wird seit 1991 nicht mehr als Bibliothek benutzt. Die Beatrice High School hatte im Jahre 1929 einen später berühmten Absolventen: den Schauspieler Robert Taylor (damals noch als Spangler Arlington Brugh bekannt). Ein (inzwischen geschlossenes) Bankgebäude im Ort ist, obzwar „ein belangloser Bau“ (Wolfgang Büscher), eine Schöpfung des weltberühmten Architekten Frank Lloyd Wright.

### Demografie
Das U.S. Census Bureau hat bei der Volkszählung 2020 eine Einwohnerzahl von 12.261 ermittelt.

## Söhne und Töchter der Stadt
- Edward Wight Washburn (1881–1934), Chemiker
- Oliver Kirk (1884–1958), Boxer und Olympiasieger
- John P. Fulton (1902–1965), Spezialeffekt-Experte und Kameramann
- Gene L. Coon (1924–1973), Drehbuchautor und Fernsehproduzent
- James P. Collman (* 1932), Chemiker
- Cam Jurgens (* 1999), American-Football-Spieler

## Sonstiges
- Entgegen der herkömmlichen Aussprache wird Beatrice nicht auf der ersten, sondern auf der zweiten Silbe betont ([biˈætɹɪs]).
- Bekannt ist Beatrice vor allem für das Homestead National Monument of America.